# مورفین-۳-گلوکورونید
مورفین-۳-گلوکورونید (به انگلیسی: Morphine-3-glucuronide) با فرمول شیمیایی C۲۳H۲۷NO۹ یک ترکیب شیمیایی با شناسه پاب‌کم ۵۴۸۴۷۳۱ است. که جرم مولی آن ۴۶۱٫۴۶۲ g/mol می‌باشد. 